# Lola (1961)
Lola is een Franse dramafilm uit 1960 onder regie van Jacques Demy.

## Verhaal
De variétédanseres Lola wacht in de Franse kuststad Nantes op de terugkeer van haar geliefde Michel. Hij heeft haar en hun 7-jarige zoontje verlaten en is naar de Verenigde Staten getrokken om er rijk te worden. Intussen heeft Lola relaties met verschillende mannen. Zij schijnt steeds minder te geloven in de terugkeer van Michel.

## Rolverdeling
| Acteur            | Personage                          |
| ----------------- | ---------------------------------- |
| Anouk Aimée       | Lola / Cécile                      |
| Marc Michel       | Roland Cassard                     |
| Jacques Harden    | Michel                             |
| Alan Scott        | Frankie                            |
| Élina Labourdette | Mevrouw Desnoyers                  |
| Margo Lion        | Jeanne                             |
| Annie Duperoux    | Cécile Desnoyers                   |
| Catherine Lutz    | Claire                             |
| Corinne Marchand  | Daisy                              |
| Yvette Anziani    | Mevrouw Frédérique                 |
| Dorothée Blanck   | Dolly                              |
| Isabelle Lunghini | Nelly                              |
| Annick Noël       | Ellen                              |
| Ginette Valton    | Eigenares van het schoonheidssalon |
| Anne Zamire       | Maggie                             |